# Odiseea căpitanului Blood
Odiseea căpitanului Blood (engleză: Captain Blood: His Odyssey) este un roman de aventuri al autorului italian/englez Rafael Sabatini, publicat în 1922.

## Rezumat
Protagonistul este inteligentul doctor Peter Blood, un medic irlandez fictiv care a avut o carieră de marinar și soldat (inclusiv o expediție în calitate de căpitan sub comanda amiralului olandez De Ruyter) înainte de a se stabili în orașul Bridgewater din comitatul Somerset pentru a practica medicina.
Romanul se deschide cu Peter Blood îngrijindu-și mușcatele în timp ce orașul se pregătește să lupte pentru Ducele de Monmouth. Nu vrea să ia parte la rebeliune dar în timp ce îngrijea o parte din rebelii răniți în Bătălia de la Sedgemoor, Peter este arestat. În urma unui proces este condamnat de celebrul judecător George Jeffreys de trădare sub pretextul că "dacă orice persoană aflată într-o răzvrătire împotriva Regelui iar o alta persoană - care nu a luat parte la răzvrătire - îi acordă cu bună știință îngrijiri, adăpost sau sprijin, acea persoană este la fel de vinovată ca și cea care poartă arme".
Pedeapsa pentru trădare este moartea prin spânzurare dar regele Iacob al II-lea, din motive financiare, îi trimite pe Blood și pe alți condamnați în Caraibe unde urmează să fie vânduți ca sclavi.
După ce ajunge pe insula Barbados este cumpărat de colonelul Bishop, inițial pentru a lucra pe plantația de zahăr a acestuia dar mai târziu este angajat de Bishop când acesta constată că aptitudinile de medic ale lui Blood sunt superioare față de aptitudinile doctorilor locali.
Când o navă spaniolă ataca și prădează orașul Bridgetown, Blood evadează împreună cu alți condamnați (inclusiv fostul căpitan Jeremy Pitt, uriașul cu un singur ochi Edward Wolverstone, fostul gentleman Nathaniel Hagthorpe, fostul subofițer din Marina Regală Nicholas Dyke și fostul maestru tunar din Marina Regală Ned Ogle), capturează nava spaniolilor și pleacă pentru a deveni unul dintre cei mai de succes pirați din Caraibe, temut și urât de spanioli.
După Revoluția Glorioasă, Blood este grațiat iar drept răsplată pentru apărarea orașului Bridgetown împotriva atacului francezilor este numit guvernator.

## Analiză
Deși Blood este un personaj fictiv, mare parte din cadrul romanului este bazat pe fapte istorice. Rebelii Monmouth au fost vânduți ca sclavi exact ca în roman iar schimbările alianțelor politice în urma Revoluției Glorioase din 1688 sunt folosite în roman ca subiect pentru a permite grațierea lui Blood.
Odiseea căpitanului Blood a fost roman foarte popular iar Sabatini a scris încă două romane cu personajul Peter Blood: Căpitanul Blood Returns (1930) (redenumit The Chronicles of Captain Blood) și The Fortunes of Captain Blood (1936). Ambele cărți sunt povești episodice ale carierei de pirat a lui Peter Blood și nu continuări, deși Sabatini a datat din greșeală o poveste în 1690 deși cariera de pirat a lui Peter Blood s-a încheiat în 1689 iar două povești din Captain Blood Returns: The War Indemnity și Blood Money sunt adesea văzute ca și continuări ale unor evenimente ce au avut loc în roman.
Peter Blood și aventurile sale sunt bazate pe câteva persoane, în special Henry Morgan și Thomas Blood, precum și Henry Pitman, un medic care a fost capturat în timpul Rebeliunii Monmouth, vândut ca sclav în Barbados, a evadat și a fost capturat de pirați. Totuși, spre deosebire de Peter Blood, Pitman nu s-a alăturat piraților și în cele din urmă s-a întors în Anglia unde a scris memorii celebre ale aventurilor sale.
Consecințele amare ale Rebeliunii Monmouth sunt cuprinse predominant și în romanul Micah Clarke al lui Arthur Conan Doyle.

## Ediții în limba română
- Odiseea căpitanului Blood, Editura Tineretului, Seria Cutezătorii, 1967.
- Odiseea căpitanului Blood, Editura Albatros, 1975, 365 pagini.
- Odiseea căpitanului Blood, Editura Adevarul, 100 opere esentiale, 2010.

## Ecranizări

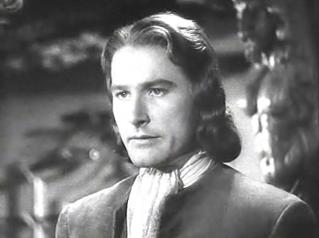
Errol Flynn în rolul lui Peter Blood din filmul Captain Blood (1935)

- 1924 Captain Blood (film din 1924)
- 1935 Căpitanul Blood, regia Michael Curtiz
- 1950 Fortunes of Captain Blood
- 1952 Captain Pirate  sau Captain Blood, Fugitive
- 1962 Fiul căpitanului Blood (The Son of Captain Blood]], regia Tulio Demicheli
- 1991 Odyssey of Captain Blood (URSS/Franța)